# بتشي (تشيشير)
بتشي (بالإنجليزية: Bache, Cheshire)‏ هي قرية و أبرشية مدنية تقع في المملكة المتحدة في إنجلترا.  يقدر عدد سكانها بـ 158 نسمة .